# فوزي إسماعيل جوهر
فوزي إسماعيل جوهر (ولد في 16 أكتوبر 1976) عداء بحريني. تنافس في سباق 110 متر حواجز للرجال في دورة الألعاب الأولمبية الصيفية 1996 في أتلانتا بالولايات المتحدة.

## روابط خارجية
- فوزي إسماعيل جوهر على موقع الاتحاد الدولي لألعاب القوى (الإنجليزية)
- فوزي إسماعيل جوهر على موقع أوليمبيديا (الإنجليزية)